# 土衛三十六
土衛三十六（Aegir），編號S/2004 S 10，是土星的一颗天然卫星。发现时间是在2004年12月12日。发现者是斯科特·谢泼德、大衛·朱維特等人。土卫三十六直径大约6千米，运行轨道距离土星大约为19,618 Mm，轨道周期1025.908日。轨道与黄道角度为 167°（相对土星赤道163°）以离心率0.237绕土星逆行轨道运行。